# QBittorrent
qBittorrent («к'ю-біт-торрент») — вільний BitTorrent-клієнт, написаний з використанням інструментарію Qt та вільної бібліотеки libtorrent (для front end та back end відповідно).

## Можливості
- Наближений до інтерфейсу і функцій популярного μTorrent
- Інтегровані пошукові рушії (одночасний пошук на багатьох сайтах пошуку торентів; запити на пошук за категоріями: книги, музика, програмне забезпечення тощо)
- Підтримка всіх розширень протоколу BitTorrent: DHT, Peer Exchange, шифрування, Magnet/BitComet-посилання
- Віддалене управління через вебінтерфейс користувача (на AJAX)
- Черги та пріоритети як торент-передач, так і окремих файлів і тек всередині торенту
- Підтримка UPnP/NAT-PMP
- Доступність 75 мовами[4] (з яких близько 20 мов, включно з українською, перекладено на 100 % і близько 20 — до 50 %[5]).
- Інструмент створення торентів
- Підтримка просунутого RSS-каналу з розширеними фільтрами завантаження, включаючи регулярні вирази
- Розклад обмежень швидкостей
- Фільтрація IP-адрес, сумісна з форматами eMule та PeerGuardian
- Сумісність з IPv6
- Послідовне завантаження
- Багатоплатформність. Підтримуються: Windows, Linux, macOS, FreeBSD, OS/2
- Можливість використання без X-сервера
- Відсутність реклами

## Виноски
1. ↑  Team Members - qBittorrent Official Website
2. ↑  Найстаріший доступний список змін
3. ↑  News — qBittorrent Official Website
4. 1 2 3  qBittorrent Official Website
5. ↑  The qBittorrent translation project on Transifex. explore.transifex.com (англ.). Процитовано 29 листопада 2023.